# Santuario della Beata Vergine della Sassella
(Giovanni Paolo II, Regina Caeli, 5 maggio 1996)
Il Santuario della Beata Vergine della Sassella, conosciuto anche come Santa Maria della Sassella, è un luogo di culto cattolico situato su uno sperone di roccia alle porte occidentali della città di Sondrio. Dal 2021 è annoverato nell'elenco dei Santuari e templi votivi della Diocesi di Como, con il titolo di “Porta della Misericordia”, in stretta connessione con i santuari di Gallivaggio, in Valchiavenna, e di Maccio di Villaguardia, in provincia di Como.

## Storia
Come testimoniato dal ritrovamento di alcune incisioni rupestri, lo sperone roccioso che ospita il Santuario della Sassella era già frequentato in epoca preistorica.
In epoca romana e medievale, il Santuario si trovava a ridosso della cosiddetta via Valeriana, strada che metteva in comunicazione la città di Sondrio alla bassa Valtellina.
Nonostante la tradizione ricerchi le origini del Santuario in una leggendaria costruzione del 932, l'attuale struttura è il risultato di una rielaborazione Seicentesca di una precedente chiesa, documentata nel XV secolo. A sua volta, la precedente chiesa venne costruita inglobando le fondamenta di tre costruzioni di epoca diversa, rinvenute durante una campagna di scavo condotta negli anni 1997-1998  sotto al pavimento dell'attuale navata. In questo contesto, le più antiche strutture emerse nel corso degli scavi sono databili alla fine del X secolo. Inoltre, il ritrovamento di una moneta di Azzone Visconti tra i detriti di demolizione di un muro affrescato lascia supporre che un primitivo edificio sacro esistesse già durante la prima metà del XIV secolo. Da questa chiesa primitiva proverrebbero anche i frammenti di affresco raffiguranti una Trinità, due Madonne del Latte e alcuni ritratti di santi
Nel corso dei secoli, la chiesa fu beneficio dapprima dei Capitanei, poi dei Beccaria di Tresivio (1433), quindi dei Menatti (1651) e, infine, dei Guicciardi (1765).
La consacrazione dell'attuale edificio religioso avvenne nel 1521, al termine di una ristrutturazione incominciata intorno al 1480. In quel tempo non esisteva ancora l'ala che ospita sacrestia, costruita nel primo quarto del Settecento così come le cappelle del Rosario che si trovano lungo la strada che dal centro città conduce al Santuario. Secondo i piani settecenteschi, la chiesa avrebbe dovuto infatti costituire il punto più alto di un Sacro Monte comprensivo di quindici cappelle, delle quali solo sei vennero costruite e, a oggi, ne sopravvivono solo quattro.
Ulteriori interventi si registrarono nel periodo a cavallo tra l'ultimo quarto del XVII secolo e la prima metà del successivo: dal lato della facciata vennero costruiti sia l'attuale pronao sia l'odierno piazzale, quest'ultimo sorretto da arcate da che definiscono ampi spazi sotterranei; la chiesa venne inoltre ampliata lungo il lato meridionale, tramite la realizzazione di una cappella laterale dedicata alla Madonna del Carmelo.
Nel primo quarto dell'Ottocento, la costruzione della Strada statale dello Stelvio tagliò fuori il Santuario e le cappelle dell'incompiuto Sacro Monte dai traffici tra Sondrio e il lago di Como, sancendo l'inizio di un periodo di declino durante cui quattro delle sei cappelle vennero alienate (1823).
Il 25 marzo 2021, il vescovo Oscar Cantoni elevò la chiesa al rango di santuario diocesano.

## Descrizione

### Esterni
Posto in cima a una scalinata, il Santuario si presenta con una facciata introdotta da un porticato costruito tra il 1682 e il 1685. Il portale d'accesso alla chiesa, in stile gotico, comprende una lunetta nella quale trova posto il rilievo di una Natività (1480 c.ca) attribuita alla bottega dove operò lo scultore Tommaso Rodari.
Sopra alla lunetta, gli spioventi del tetto lasciano intravedere un oculo tamponato, contornato da una decorazione a bande bianco-rosse.
Sul lato esterno che si affaccia sull'antica strada, resti di affresco di una Pietà e di un San Cristoforo.
Alle spalle della chiesa si erge il campanile, dotato di pianta pentagonale, anch'esso realizzato negli anni 1682-1685.

### Interni
Internamente, il Santuario è a navata singola, terminante in un'abside semicircolare e divisa in tre campate con coperture a crociera.
Varcato l'ingresso, sulla destra si trova un confessionale del Seicento, mentre sul lato opposto è collocata una Cinquecentesca acquasantiera in steatite.
In fondo alla navata, l'abside è illuminata da una vetrata del XVI secolo, raffigurante la natività di Gesù e attribuita alla bottega di Domenico Cazzanore. Nell'abside trova posto un ciclo di affreschi di Andrea de Passeri datato 1511. Allo stesso pittore si deve anche l'opera pittorica che funge da pala dell'altare maggiore, costruito in stile barocco dal caronese Giovanni Battista Adami tra il 1716 e il 1718.
Sul lato destro, la cappella del Carmine (1715) ospita un altare in legno, già altare maggiore del Santuario, realizzato tra il 1683 e il 1684 da Giovambattista Zotti e Michele Cogoli. Le pitture della cappella sono di Giovan Pietro Romegialli, autore anche della affresco di Ester e Assuero che orna l'arcata d'ingresso.
Sul lato sinistro trovano posto due Settecentesche tele mariane.